# Janusz Rostworowski

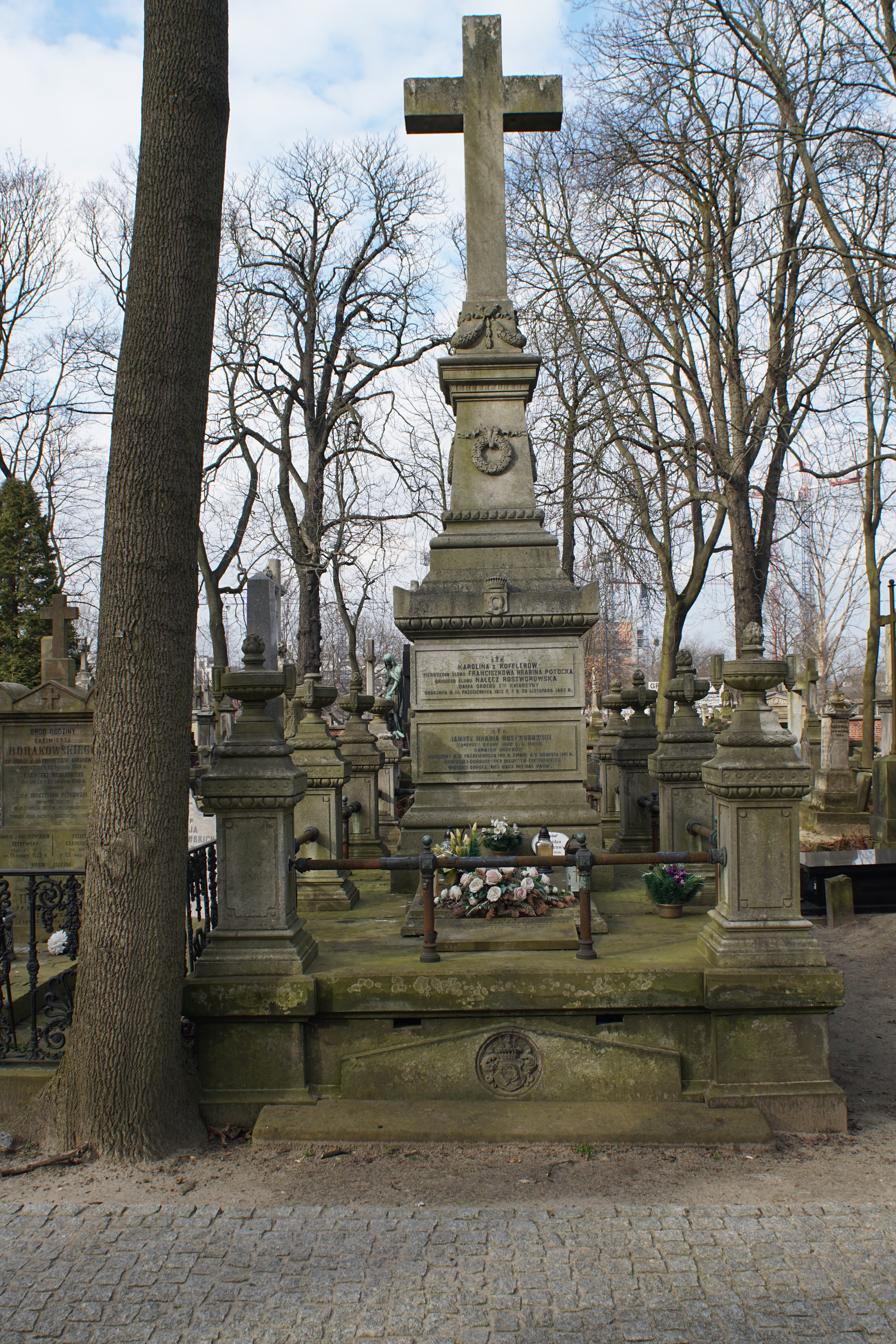
Grób Janusza Rostworowskiego na cmentarzu Powązkowskim

Janusz Rostworowski (ur. 17 października 1811 r. w Piotrkowie, zm. 2 sierpnia 1891 r. w Warszawie) – urzędnik dworu Królestwa Polskiego i Cesarstwa Rosyjskiego, dyrektor stadniny w Janowie Podlaskim, filantrop.

## Życiorys
Był synem starościca liwskiego Jana Tadeusza (syna Andrzeja) i Izabeli z Rosengartów (córki Konrada). Po rodzicach odziedziczył m.in. udziały w Hotelu Wileńskim przy ul. Tłomackie w Warszawie. Studiował prawo na Uniwersytecie Warszawskim, a w r. 1829 został kamerjunkrem dworu Mikołaja I w Warszawie. Po powstaniu listopadowym (w którym nie brał udziału), został sekretarzem w kancelarii Heroldii Królestwa Polskiego. W l. 50. XIX w. awansował na godność szambelana rosyjskiego dworu cesarskiego, a następnie koniuszego (z bardzo wysoką rangą urzędniczą rzeczywistego radcy stanu) - z tą funkcją wiązało się stanowisko dyrektora stadniny państwowej w Janowie Podlaskim. Był również urzędnikiem do specjalnych poruczeń namiestnika Iwana Paskiewicza. Za swoją służbę państwową został odznaczony orderem św. Anny 3 kl. oraz orderem św. Stanisława 3 kl.
Prowadził działalność filantropijną, będąc honorowym członkiem Towarzystwa Dobroczynności w Warszawie, współzałożycielem, a następnie prezesem Kasy Zaliczkowo-Wkładowej Emerytów i Emerytek Warszawskich, członkiem Rady Głównej Opiekuńczej Zakładów Dobroczynnych w Królestwie Polskim. Był także współfundatorem (razem z żoną) Szpitala dla Dzieci w Warszawie. Założył również Fundację im. Karoliny i Janusza Rostworowskich dla Ubogich Niewidomych, która istniała (przy Urzędzie Miasta Warszawy) do okresu międzywojennego. Ponadto, Rostworowski przewodniczył komitetowi budowy Szpitala św. Ducha w Warszawie.
Ożenił się z Karoliną z Kofflerów, primo voto Franciszkową Potocką - małżeństwo było bezdzietne, ale Rostworowski miał nieślubną córkę (wydaną za Francuza, hrabiego de Pontevès).
Został pochowany na cmentarzu Powązkowskim (kwatera 1-3-27/28/29/30).